# Epígenes (cràter)

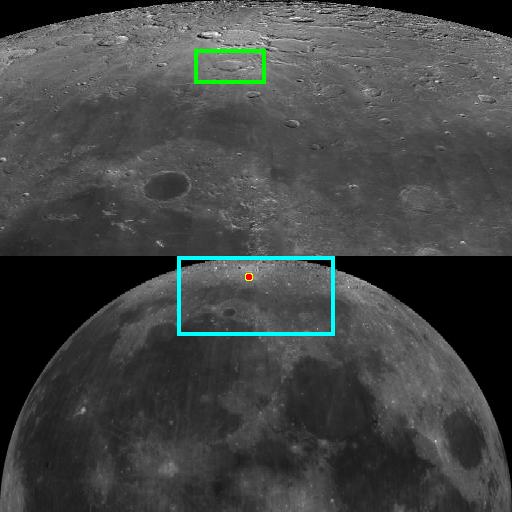
Localització d'Epigenes sobre el globus lunar

Epigenes és un cràter d'impacte que es troba en la part nord de la Lluna, prou prop de l'extremitat nord per mostrar-se amb una considerable elongació quan s'observa des de la Terra. Es troba just al nord-oest de les restes de la plana emmurallada del cràter W. Bond. Al nord d'Epigenes apareix el cràter Goldschmidt, i les restes del cràter Birmingham es troben just al sud-oest.
|  |

Aquesta formació presenta notables contrastos. Les parts nord i nord-oest del brocal estan ben formades (amb poca aparença de desgast), mentre que la resta de la vora apareix sensiblement erosionada, sobretot en la meitat aquest-sud-est. La meitat occidental del sòl interior és suau i gairebé sense trets, mentre que la resta és lleugerament accidentat i apareix cobert de materials ejectats des de l'est. El petit cràter Epigenes B envaeix el bord nord-est del cràter principal.

## Cràters satèl·lit
Per convenció aquests elements són identificats en els mapes lunars posant la lletra en el costat del punt mitjà del cràter que està més prop d'Epigenes.